# یواس‌اس دیزی (۱۸۵۰)
یواس‌اس دیزی (۱۸۵۰) (به انگلیسی: USS Daisy (1850)) کشتی‌ای که طول آن ۷۳ فوت ۴ اینچ (۲۲٫۳۵ متر) بود و در سال ۱۸۵۰ ساخته شد.